# Metropis aris
Metropis aris är en insektsart som beskrevs av Drosopoulos och Hoch 1983. Metropis aris ingår i släktet Metropis och familjen sporrstritar.
Artens utbredningsområde är Grekland. Inga underarter finns listade i Catalogue of Life.